# Tugusari (Bangsalsari)
Tugusari is een bestuurslaag in het regentschap Jember van de provincie Oost-Java, Indonesië. Tugusari telt 12.795 inwoners (volkstelling 2010).